# Anjomã-i-Curde
Anjomã-i-Curde (Anjoman-i-Khurd) ou Anjumã-i-Curde (Anjuman-i-Khurd) é uma vila do Afeganistão, localizada na província de Badaquexão. Por volta da virada do século XXI, possuía 30 residências ocupadas, principalmente de tajiques. O pastoreio na área era bom, e os habitantes eram muito pacíficos e relativamente mal armados.